# Philipp Gras
Philipp Gras (* 1989 in Esslingen am Neckar) ist ein deutscher Komponist, Arrangeur und Jazzpianist.

## Leben und Wirken
Gras spielte bereits während seiner Schulzeit in Bands. Sein Repertoire umfasst diverse Stilistiken von RnB, Jazz, Pop bis hin zum Musiktheater. Im Alter von 18 Jahren vollendete er seinen ersten Liederzyklus über „Homo Faber“ von Max Frisch. An der Hochschule für Musik und Darstellende Kunst Stuttgart studierte er zunächst Jazz/Pop Klavier bei Hubert Nuss, um im Masterstudiengang in Arrangement und Komposition bei Rainer Tempel zu vertiefen. Er nahm an Meisterklassen von Jason Robert Brown und Stephen Schwartz teil.
2011 komponierte Gras mit Perrin Manzer Allen die Musik zum Musical „Re-Play – Alles ist möglich“, das in Hamburg aufgeführt wurde. 2015 verfasste er mit Robin Kulisch das Musical „Älter“, das Finalist im Musicalwettbewerb Creators des Schmidt Theater war. Mit demselben Textautor folgte 2018 Ettena - A New Musical, das in Esslingen aufgeführt wurde. Er ist weiterhin als Musikalischer Leiter und Komponist für verschiedene Theaterbühnen in Deutschland tätig; auch schrieb er die Musik zum Dokumentarfilm Gegen das Vergessen von Luigi Toscano. Seine Kompositionen und Arrangements wurden von der SWR Big Band mit Fola Dada, Zodwa Selele und Volkan Baydar, aber auch in Musicals wie Die fabelhafte Welt der Amélie aufgeführt.
Das Werk von Gras wurde 2015 mit dem Young Lions Jazz Award ausgezeichnet.